# Trstenci
Trstenci (cyr. Трстенци) – wieś w Bośni i Hercegowinie, w Republice Serbskiej, w gminie Derventa. W 2013 roku liczyła 548 mieszkańców.